# Patrimonio etnográfico
El patrimonio etnográfico, del latín patrimonium, que significa «patrimonio», «bienes que se poseen de los padres», y del griego etno- (pueblo o etnia) y grafía (escritura) en donde etnografía alude al «estudio descriptivo de la cultura popular», es un conjunto de bienes materiales e inmateriales que representan o expresan culturas y características propias de una región o una comunidad, lo cual se constituye como un bien de interés común que simboliza una organización social tradicional, es por ello que a partir de este se busca recuperar y proteger su valor histórico y cultural basado en la muestra de los modos de vida de nuestros antecesores.

## Patrimonio
El patrimonio es un conjunto de bienes, derechos, cargas y obligaciones que pertenecen a una persona, ya sea por sí mismo o por herencia de sus antepasados.
Históricamente este derecho se ha entendido como propiedad familiar, que se puede transmitir en generaciones, por lo cual se atribuye un derecho. El patrimonio a su vez tiene dos connotaciones, una tangible y otra intangible, en donde confluyen patrimonios específicos, como:

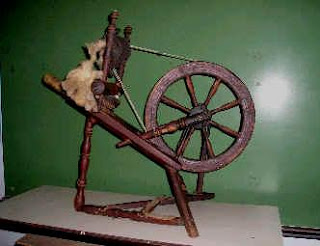
Hiladora. Por, Angel E. Cuadrado Gonzáles

- Patrimonio en derecho, que se refiere a las obligaciones de una persona, que generalmente se valoran económicamente, y se dividen en patrimonio activo y pasivo que conforman el patrimonio neto.
- Patrimonio cultural, como conjunto de bienes culturales históricos pertenecientes a una comunidad, pueblo o nación. Conformada por tradiciones, creencias, valores, costumbres, entre otras, que le agregan cierto grado de singularidad, es por ello que se piensa en una herencia que se debe preservar por su valor, no solo para los involucrados, sino para el mundo.
- Patrimonio natural, está constituido por cuestiones como paisajes, formaciones y lugares que conforman un territorio, a este se le agrega gran valor medioambiental, científico y estético.
- Patrimonio tangible, son los bienes muebles e inmuebles que tienen tanto valor histórico como cultural para un pueblo, estos pueden ser edificios, monumentos, piezas, escenarios naturales, entre otros.
- Patrimonio intangible, son creaciones intelectuales y artísticas que manifiestan una cultura y a sí mismo sus costumbres y tradiciones con cuestiones como literatura, ciencia, música, danza y hasta religión.
- Patrimonio histórico, como acumulación de valores de las vivencias a lo largo del tiempo.
- Patrimonio nacional, son los valores de recursos de un país, en especial económicos.[3]

## Etnografía
La etnografía es un método de estudio o investigación social, utilizado por la antropología, en la que se observan prácticas culturales de grupos sociales, que dan cuenta de sus tradiciones y culturas.
Históricamente, este estudio se ha remitido a comunidades indígenas o de aborígenes, pero recientemente esta rama se ha ampliado y usado en el estudio de diversos grupos de interés, de esta forma se puede «conocer la identidad de una comunidad humana que se desenvuelve en un ámbito sociocultural concreto»
Este método parte de la observación participante de las disciplinas que busquen hacer este tipo de estudios en las que también resalta la sociología, es por ello que surge la teorización a través de la misma, que tiene en cuenta distintivos de las comunidades, como costumbres, ritos, herramientas y formas de vida las cuales son parte de un registro, que organiza y describe todas las prácticas a través de notas permanentes, al igual que pruebas, análisis y memorias de investigación.

## Etnografía y etnología
En tanto la etnografía es un método de investigación que estudia a personas relacionadas entre sí, durante determinado periodo de tiempo, que utiliza observación participante y entrevistas para identificar comportamientos sociales, que revelan significados de acciones e interacciones de la realidad social de determinado grupo, que incluyen decisiones y acciones, en donde se describen «costumbres, creencias, mitos, genealogía, historia, lenguaje» entre otros. Además, este tipo de estudios tienden a desarrollar en mayor medida el método cualitativo, dado que el cuantitativo puede reducir los individuos o grupos y las dinámicas que establecen. Por ello se busca generar una imagen apegada a la realidad del grupo estudiado, así como sus problemáticas, actitudes y demás.

La distinción entre etnología y etnografía se da en tanto la etnografía designa el estudio de campo de la cultura de un grupo en particular, generando interpretaciones y explicaciones, pero no establecen una hipótesis, mientras que la etnología sí lo hace, puesto que parte de la comprensión espacial e intercultural que permite un análisis comparado entre culturas.
Tenemos la tendencia innata de asociar la palabra patrimonio con algo material, con construcciones, con lugares determinados, con parajes históricos… No es del todo incierto, pero también existe un tipo de patrimonio formado en gran parte por elementos intangibles, por elementos no «palpables». Ese patrimonio es el denominado patrimonio etnológico o patrimonio etnográfico. Angel Cuadrado Gonzáles. 2010. 
Por otro lado, el patrimonio cultural, como patrimonio específico, es la síntesis o enfoque del patrimonio etnográfico o etnológico, dado que estos últimos se interrelacionan o complementan a través del estudio de campo (etnografía) y el estudio comparado cultural (etnología), por lo que son «el conjunto de las manifestaciones y formas de vida tradicionales, materiales o inmateriales, que definen las características propias de los distintos grupos que conforman una colectividad» es por ello que el patrimonio cultural, tiene tres dimensiones importantes, como son simbólico-identitaria, política y económica, en donde claramente este se conforma como construcción socio-histórica que toma el pasado, lo expone en el presente, y lo consolida para el futuro como identidad colectiva.

## Patrimonio en crisis

UNESCO: Organización de las Naciones Unidas para la Educación, la Ciencia y la Cultura.

Recientemente, se ha venido consolidando un auge de lo que se denomina patrimonialización, tras la «nueva museología» que Llorenç Prats sitúa en la conferencia de la UNESCO de Santiago de Chile, de 1972, que renovó los museos y el patrimonio en general. Sin embargo este patrimonio ha sido objetivo de múltiples crisis económicas, confrontaciones bélicas y pobreza, que han determinado su persistencia en el mundo.
Otro movimiento presente y de alguna forma desarrollado es la reivindicación de la memoria, es especial en torno a casos en donde se ha generado algún tipo de represión notable, por lo que se busca subsanar sentimientos y conflicto.
También, está la creciente idea de identidad nacional que se ha consolidado ante la necesidad de diferenciación (exógena) y a su vez similitud colectiva (endógena).
La crisis se da en la medida en que esta patrimonialización de la realidad se va cayendo de a poco, por la situación desmedida de mercados financieros que ponen en riesgo la inversión para este tipo de dinámicas, dejando de garantizar la preservación cultural, que advierte una pérdida de los mismos, puesto que no se prioriza el patrimonio, además de que este es excluyente por procurar la planeación elitista, y el enfoque hacia visitantes que puedan reconocer la identidad de determinado lugar o grupo, lo que no representa en sí, cohesión social, bienestar ni desarrollo económico, o sea que hay una verticalidad del tratamiento del patrimonio, así como un protagonismo social limitado del mismo, que no genera efectos económicos (enlace roto disponible en Internet Archive; véase el historial, la primera versión y la última).. 
Ante esto, Prats, plantea que la crisis es la oportunidad para repensar el patrimonio de los países, y específicamente de España que es su caso de estudio, dado que permite convertir el trato del patrimonio por uno al servicio del bienestar social, que tenga en cuenta la inversión como forma de priorizarse, aumentando incluso el nivel socioeconómico de una población, dado que se pueden potencializar peculiaridades y orientar intereses de reconocimiento cultural y social, a través de la interrelación adecuada que permita concebir al patrimonio como recurso, que resista a las crisis y se haga necesario, minimizando así en parte la situación de clases populares y de la sociedad en general.

## Patrimonio etnográfico con la musealización
La relación existente entre la conservación del patrimonio etnográfico y la musealización se está desarrollando a nivel mundial, según Blanca Flor Herrero, dado que este patrimonio «antes calificado viejo y considerado como algo inútil, ahora es denominado antiguo, se conserva, colecciona y revaloriza pasando a ser un bien museable»
 

El patrimonio etnográfico tiene una particularidad que lo hace destacable como es la conjunción entre tangible e intangible, por ello el objetivo de los museos etnográficos sobrepasa los intereses materialistas de la conservación, colección, exhibición y proyección de un objeto, sino que buscan hacer esto con el no objeto y los sujetos, evidenciando ideas y piezas inmateriales que constituyen una identidad y cultura específica que requiere conservación, dado que:
Cuando se colecciona y musealiza el patrimonio etnográfico material e inmaterial se le da una serie de valores sobreañadidos que modifica los valores originales de los bienes gracias a las diferentes funciones y a la conjunción del objeto-no objeto-sujeto que se llevan a cabo dentro de los museos. Blanca Flor Herrero Morán. 2013. Pág. 136. 
El coleccionismo es el que ha hecho posible la configuración del patrimonio etnográfico, en tanto protege y conserva piezas y su significado, dándole un carácter funcional que a través de la recolección logra agregar valor a determinados grupos, es por ello que:
La labor recogida de piezas etnográficas es admirable no sólo por su carácter insustituible sino también por su carácter irrecuperable de tal modo que si no se hubieran empezado a adquirir estas piezas en el momento preciso, hoy, gran parte del patrimonio etnográfico no habría sobrevivido y por lo tanto no lo habríamos conocido. Blanca Flor Herrero Morán. 2013. Pág. 138. 
Además, es necesario diferenciar entre una colección museográfica y un museo, puesto que la colección se reduce a la recopilación, conservación y exhibición, mientras que el museo se inserta en reunir, conservar y exponer, pero a través de la museología de ordenar, clasificar, documentar, investigar, difundir y enseñar, que le agrega una conservación integral a las piezas, desde aquella espacial, que tiene en cuenta temperatura, iluminación y humedad, como apunta Herrero, hasta aquella que piensa en el sentido y valor que tiene y transmite. 

## Patrimonio cultural y desarrollo
Dado que el patrimonio cultural, está íntimamente relacionado con el patrimonio etnográfico, según Elías Zamora Acosta, es necesario analizar la incidencia de la práctica política y los científicos sociales en la conversión de un elemento cultural en patrimonio, es por ello que la autora considera necesaria la participación de varios sectores de la sociedad, de tal forma que se puedan gestar procesos de desarrollo a través del patrimonio que se puede convertir en un recurso para la industria turística. 

La cultura y tradición popular, son muestras de una identidad social, en las que entran lengua, literatura, música, danza, juegos, mitología, ritos, costumbres, artesanías, arquitectura y otras artes.
El patrimonio se convierte de esta forma no en un aspecto fósil de la cultura de una sociedad, sino efectivamente en un elemento dinámico que se construye y reconstruye permanentemente. Y lo que para algunos puede ser digno de ser conservado, para otros carecerá de importancia, al tiempo que ciertos elementos que pueden ser despreciados por algunos grupos, para otros (dada la subjetividad de la asignación de valor) serán apreciados hasta considerarlos parte fundamental en la construcción de su propio identidad individual y colectiva. Elías Zamora Acosta. 2011. Págs. 107-108.
Por esto, se piensa que el patrimonio cultural puede ser objeto de consumo constituyéndose como fuente de ingresos para un posicionamiento económico, con atracción para el desarrollo integral de algunos territorios, a partir de criterios propios, y no de la imposición de ilustrados o extranjeros con distintas concepciones culturales, sociales y económicas. 

## Patrimonio local y representación colectiva

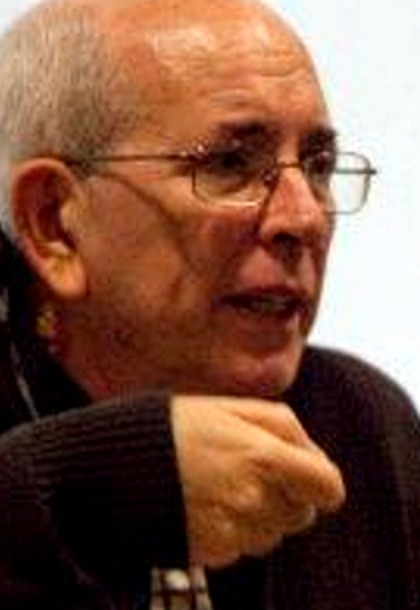
Llorenç Prats. Antropología social. En, Grupo de Recerca Consolidat. Barcelona

Según Lorenç Prats, los procesos de patrimonialización dan cuenta de dos construcciones sociales distintas, pero complementarias. La primera de estas es la «sacralización de la externalidad cultural», como mecanismo por el que se define un ideal en cuanto a la cultura del mundo que sobrepasa la condición humana y la concepción de la realidad. En este sentido la representación aparece con el desarrollo del capitalismo y a su vez con la revolución industrial, que difunden la percepción del patrimonio, utilizando conceptos de conservación de un bien relevante y absoluto.
El segundo principio, se enmarca en «la puesta en valor o activación», y está relacionado con atribuir valor a elementos patrimoniales, especialmente a través de poderes políticos, que generan procesos identitarios, oportunos y útiles para la práctica política.
Teniendo en cuenta esto, el patrimonio local sustenta la construcción patrimonial general, y este se compone de objetos, lugares y manifestaciones relacionadas, que configuran y gestionan el patrimonio local, entendiendo este como singular y poco relevante para las personas externas a determinada comunidad. Es por ello que este patrimonio se enmarca en la memoria y no en referentes predeterminados, dado que se permite la reflexión en torno al pasado que proyecta el futuro, generando lazos de comunidad y de una representación singular y contemporáneamente colectiva, dada la interacción mutua cultural que representa un grupo. 

## Patrimonio etnográfico en Colombia

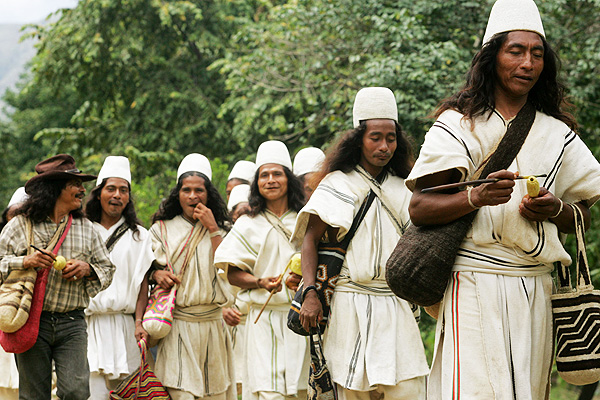
Arhuacos. Cesar. En, Urbanidad Nativa.

En Colombia, la historia de la etnografía se relaciona con la arqueología, ya que estas disciplinas se desarrollaron paralelamente en el país, dada la importancia que adquirieron las comunidades vivas, que constituyen en sí diversas formas de pensar y relacionarse con el otro. 
En este sentido, en Colombia en principio se pretendía una homogeneización cultural y lingüística, basada en el modelo extranjero ligado al «progreso y civilización»
Durante parte del siglo XIX, el país se centró en las comunidades indígenas, dado su carácter    «salvaje» y fue por ello que se recolectaron las primeras piezas etnográficas. Posteriormente, en 1917, según el Museo Nacional de Colombia, el Museo de Bogotá en su catálogo general dedicó un tomo a la colección arqueológica, en la que se incluyeron «objetos Indígenas contemporáneos»como artesanías, en las que se encuentran armas, tejidos y collares, e incluso instrumentos musicales.

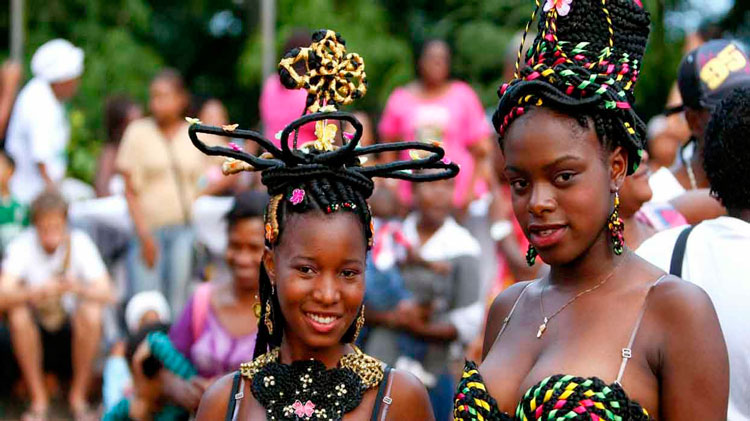
Grupo étnico en Colombia. Por, Fluvia Fernández

En cuanto a los procesos históricos, estos se remontan a 1920, con la defensa de comunidades indígenas, en correspondencia con procesos que se estaban dando fuera del país, de tal forma que se generó el registro de piezas arqueológicas y etnográficas.
Sin embargo, es desde 1940 que se establece el interés por las comunidades indígenas, especialmente por su estudio, por la fundación del Instituto Indigenista y Etnológico Nacional, que buscaba recolectar piezas que enriquecieran las colecciones como parte de una «reliquia, antigüedad, curiosidad y obra de arte indígena» En correspondencia es que los estudios etnográficos rescataron la diversidad de las comunidades indígenas, así como su organización, forma de vida y tradiciones.
Finalmente, en 1999, se fusiona el Instituto Colombiano de Antropología y el Instituto de Cultura Hispánica, creando el Instituto Colombiano de Antropología e Historia, ICANH, parte del Ministerio de Cultura, que se conforma por la arqueología y patrimonio, la antropología social e historia, y un centro de estudios culturales.

## Ejemplos en España

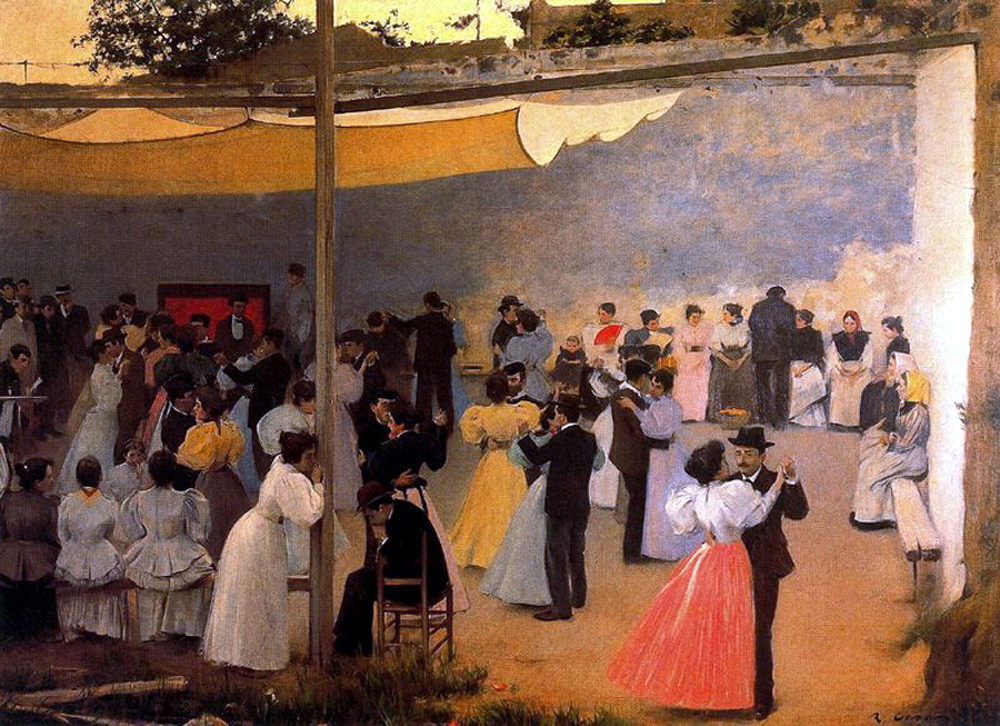
Baile, como representación cultural. Ramón Casas. España.

- En Andalucía, el patrimonio etnográfico está en todas las muestras que de una u otra forma conllevan a la identificación del pueblo y la cultura andaluz; el patrimonio se puede encontrar en su arquitectura popular, sus escritos y demás actividades que de por sí ilustran sus costumbres.[15]
- En Castilla-La Mancha, forman parte del patrimonio etnográfico, entre otros bienes, los molinos de viento, silos, bombos, ventas y manifestaciones de la arquitectura negra.[16]
- En el País Vasco, el patrimonio etnográfico está centrado en los movimientos urbanísticos arquitectónicos, agrícolas y culturales del pasado dándoles un estilo museístico. Sin embargo, este aspecto es tomado como un patrimonio menor.[17]

- En Calviá, Islas Baleares, el patrimonio etnográfico se hace evidente en diversos elementos vinculados tradicionalmente a los campos agrícolas, ganaderos, forestales, marinos, geológicos y por último a elementos hidráulicos.[18]
- En la provincia de León, el patrimonio se hace tangible el «Día de la provincia», «Día de León» y en el Museo Etnográfico Provincial de León; en estas festividades y lugares se realizan diversas manifestaciones de todo tipo que representan claramente sus elementos tradicionales.[19]
- En el municipio de Molina de Segura, ubicado en la región de Murcia, el patrimonio etnográfico se encuentra en todas las costumbres, estilos de vida y la cultura tradicional relacionando estas a un patrimonio inmaterial; la utilización de elementos o herramientas de otras épocas en la actualidad como bienes de interés cultural.[20]
- En el caso del municipio de Medina, el patrimonio está centrado en el reconocimiento de sus tradiciones y bienes; recopilan elementos que son supremamente dicientes de su cultura en el museo etnográfico, donde herramientas de trabajo de la tierra, colecciones de muebles y demás, permiten abarcar el estudio de su cultura.[21]